# Przywrotnik pasterski
Przywrotnik pasterski (Alchemilla monticola Opiz) – gatunek rośliny wieloletniej z rodziny różowatych. Główny obszar występowania obejmuje Europę. W Polsce występuje na obszarze całego kraju.  

## Morfologia
ŁodygaOsiąga wysokość do 30 cm.
LiścieDolne ogonkowe, górne siedzące, dłoniasto-klapowane, brzeg blaszki piłkowany, w kolorze niebieskawo-zielonym.
KwiatyDrobne, koloru zielonawo-żółtego, skupione w kwiatostany.

## Biologia i ekologia
Bylina, hemikryptofit. Występuje na skraju lasów, w przydrożnych rowach i łąkach. Kwitnie od maja do września. Gatunek charakterystyczny łąk z zespołu Gladiolo-Agrostietum.

## Zastosowanie
Roślina lecznicza zawierająca garbniki. Ziele stosowane jest przy leczeniu schorzeń wątroby, nerek oraz przy leczeniu chorób artretycznych.